# 已不存在国家列表
这是一个已不存在国家列表，列出已经灭亡的国家和政权（准国家），不包含私人国家。

## 东亚

### 日本列岛
- 邪马台国
- 毛野国
- 筑紫国
- 越国
- 吉備国
- 火国
- 丰国
- 对海国
- 一支国（一大国）
- 末卢国
- 伊都国
- 奴国
- 不弥国
- 投马国
- 狗奴国
- 侏儒国
- 黑齿国
- 裸民国（裸国）
- 日高见国
- 平将门政权
- 平氏政权
- 奥州安倍氏政权
- 奥州藤原氏政权
- 镰仓幕府
- 北朝
  - 室町幕府（ 鞆幕府）
    - 镰仓府
    -  細川政權
    -  三好政權
- 南朝
- 后南朝
- 织田政权
- 豐臣政權
- 江户幕府
- 江户幕府诸藩
- 奥羽越列藩同盟
- 虾夷共和国
- 真理國
- 大日本帝國

### 琉球群岛
- 舜天王朝
- 英祖王朝
- 中山王国
- 北山王國
- 南山王國
- 琉球国
  - 第一尚氏
  - 第一尚氏
- 琉球藩

### 臺湾島

#### 北部
- 拉流斗霸
- 鸡笼国
- 淡水国

#### 中部
- 伊姆諸
- 大肚王國
- 魯富都

#### 南部
- 瑯嶠十八社
- 大明慈悲國
- 大龜文
- 東寧王國

#### 西部
- 臺灣民主國

#### 東部
- 卑南王國
- 蛤仔蘭三十六社

### 朝鲜半岛
- 古朝鮮（箕子朝鮮、衛满朝鮮）
- 三韩（马韩、辰韩、弁韩）
- 耽罗国、于山国
- 新罗、 高句丽、 百济、任那、伽耶
- 统一新罗
- 長安國
- 后高句丽、后百济、后沙伐
- 高麗
- 大為國
- 朝鮮國
- 大金
- 大韓帝國
- 朝鲜人民共和国
- 北朝鲜临时人民委员会
- 北朝鲜人民委员会

### 中国大陸

#### 中原地区
- 尧、舜、夏、 商、周（西周、东周）
  - 方國
- 春秋战国诸侯
  - 春秋十二诸侯：鲁、齐（姜齐）、晋、秦、楚、卫、宋、郑、陈、蔡、曹、燕
  - 战国七雄：秦、楚、齐（田齐）、燕、赵、魏、韩
- 秦、西楚、汉（西汉、东汉）、新
  - 张楚、楚 (楚汉战争)、玄汉、赤眉汉、成家、卢汉政权、仲家
  - 东汉军阀
- 魏、吴、蜀汉、晋（西晋、东晋）
- 十六国：汉·前赵、成汉、前凉、后赵、前燕、前秦、后燕、后秦、西秦、后凉、南凉、南燕、西凉、北凉、夏、北燕
  - 前仇池、后仇池、宕昌、邓至、冉魏、谯蜀、桓楚、翟魏、代、西燕、宇文部、段部
- 南北朝
  - 宋、齐、梁（后梁、汉）、陈
  - 北魏（西魏、東魏）、北齐、北周
- 隋、唐、武周
  - 魏、秦、凉、定杨、许、郑、夏、汉东、梁、吴、宋、燕、梁
  - 大燕、王赵、冀、田魏、李齐、朱秦·汉、李楚、秦、大越罗平国、义武、河西、归义军、大齐
- 五代十国
  - 后梁、后唐（沙陀晋）、后晋、后汉、后周
  - 南唐、吴越、闽、荆南（南平）、北汉、吴、南汉、前蜀、后蜀、楚
  - 桀燕、定难军、殷、清源军（平海军）、威武军、岐、北平、成德军、武平军、朔方军、赵、义武军、静海军、梁、龙家、嗢末、六谷部
- 北宋、南宋
  - 兴国军、李蜀、长其、唐、安阳、大方、伪楚、刘齐、楚、吴蜀
- 契丹·辽（东丹、北遼、西北遼、西辽、东辽）、 西夏、 金
  - 楚国、奚、辽西、红袄军、大汉、大真·东夏
- 元
  - 罗平、大兴、大金、天完、宋、大汉、明夏、周
- 明·南明
  - 大顺、大西
- 后金· 大清
- 吴周
- 太平天国、升平天国、大成国、大明顺天国
- 北洋政府
  - 民国军阀
- 中華帝國
- 中华苏维埃共和国
- 中華共和國
- 冀東防共自治政府、 中华民国临时政府 (北京)、 中华民国维新政府

#### 云南地区
- 滇国
- 夜郎
- 爨氏
- 六诏
- 南诏
- 大长和、大天兴、大义宁
- 大理、大中
- 自杞国
- 景陇金殿国
- 梁王政权
- 麓川
- 杜文秀大理政權

#### 满洲地区
- 古朝鮮
- 夫餘
- 豆莫娄
- 高句丽
- 渤海国
- 东丹国
- 后渤海
- 定安国
- 兀惹
- 再兴渤海
- 兴辽
- 大渤海
- 金朝
- 乌拉
- 后金
- 热尔图加共和国
- 滿洲國

#### 新疆地区
- 西域三十六国
  - 乌孙、龟兹、焉耆、于阗、若羌、楼兰、且末、小宛、戎盧、扞罙、渠勒、皮山、西夜、蒲犁、依耐、莎车、疏勒、尉头、温宿、尉犁、姑墨、卑陆、乌贪訾离、卑陆后国、单桓、蒲类、蒲类后国、西且弥国、东且弥国、劫国、狐胡、山国、车师前国、车师后国、车师都尉国、车师后城国
- 高昌
- 西突厥
- 突骑施
- 喀喇汗国、 东喀喇汗国、 西喀喇汗国
- 高昌回鶻、龟兹回鹘、沙州回鹘、 甘州回鹘
- 西辽
- 窝阔台汗国、 察合台汗国、东察合台汗国、吐鲁番汗国、叶尔羌汗国
- 准噶尔汗国
- 哲德沙尔汗国
- 东突厥斯坦伊斯兰共和国
- 东突厥斯坦共和国

#### 青藏地区
- 象雄
- 唐旄
- 吐蕃
- 吐谷浑
- 乙弗勿敌国
- 唃厮啰国
- 古格王国
- 薩迦巴
- 帕木竹巴
- 仁蚌巴
- 藏巴汗政权
- 和硕特汗国
- 西藏郡王政权
- 西藏噶廈政府

### 蒙古高原
- 東胡
- 匈奴（北匈奴、南匈奴）
- 烏桓
- 鲜卑（宇文鲜卑、慕容鲜卑、段部鮮卑、拓跋鲜卑、西鲜卑、乙弗鲜卑）
- 柔然
- 高车
- 突厥（西突厥、东突厥、後東突厥、後突厥）
- 薛延陀
- 回鹘（回纥）
- 黠戛斯
- 契丹（ 辽）
- 塔塔儿部
- 蒙兀国
- 蒙古帝国、 北元
- 卫拉特
- 鞑靼
- 布里亚特-蒙古国
- 乌梁海共和国
- 烏梁海邊疆區
- 圖瓦人民共和國
- 蒙古联盟自治政府
- 蒙疆聯合自治政府
- 博克多汗国
- 蒙古人民共和国
- 圖瓦人民共和國
- 内蒙古人民共和国
- 内蒙古自治政府
- 东蒙古人民自治政府
- 蒙古自治政府
- 西蒙自治政府

## 北亞
- 突厥汗國
- 東突厥
- 西突厥
- 回鶻汗國
- 蒙古帝国
- 北元
- 西伯利亞共和國

#### 烏拉爾
- 可薩汗國
- 白帳汗國
- 藍帳汗國
- 西伯利亞汗國

#### 西伯利亞
- 俄罗斯东部边疆（英语：Eastern Okraina）
- 乌梁海共和国
- 烏梁海邊疆區
- 圖瓦人民共和國
- 布里亚特-蒙古国

#### 遠東
- 靺鞨
- 肅慎
- 挹婁
- 勿吉
- 渤海國
- 東丹
- 雅克薩
- 綠烏克蘭
- 遠東共和國

## 东南亚

### 越南
- 越裳
- 甌駱
- 占婆
  - 林邑
  - 环王
  - 占城
  - 宾童龙
- 征朝
- 前李朝
- 静海军
- 吴朝
- 大瞿越
  - 丁朝
  - 前黎朝
  - 李朝
- 大越
  - 陈朝、後陳朝
  - 后黎朝、黎中興朝
    - 郑主
    -  阮主（广南国）
    - 裒主

  - 莫朝
  -  西山朝
- 大虞（胡朝）
- 阮朝（ 越南帝国）
- 嘉莱王国
- 麻王国
- 河仙镇（河仙国）
- 色當王國
- 南圻自治共和國
- 越南民主共和国
- 越南国、 越南共和国、 越南南方共和國

### 柬埔寨
- 扶南、真腊
- 高棉帝國

- 柬埔寨保护国
- 柬埔寨王國（1941年—1945年）
- 柬埔寨王国 (1953年—1970年)
- 高棉共和國
- 民主柬埔寨、民主柬埔寨联合政府、柬埔寨民族团结救国临时政府
- 柬埔寨人民共和國、 柬埔寨国
- 柬埔寨过渡时期联合国权力机构

### 寮國
- 澜沧王国
  - 琅勃拉邦王国
- 萬象王國
- 瑯勃拉邦王国
- 占巴塞王國
- 川圹王国

### 泰国
- 兰纳
- 帕夭王国（英语：Phayao Kingdom）
- 骇黎朋猜
- 罗涡
- 单马令
- 陀罗钵地
- 素可泰王国
- 大城王国
- 吞武里王朝
- 拉達那哥欣王國

### 缅甸
- 直通王國
- 陀羅缽地王國
- 骠国
- 蒲甘王国
- 勃固王朝
- 敏象王國
- 彬牙王國
- 實皆王國
- 阿瓦王國
- 卑謬王國
- 勃固王朝
- 撣族諸邦
- 謬烏王國
- 東吁王朝
- 贡榜王朝
- 缅甸国
- 缅甸联邦社会主义共和国

### 马来半岛
- 末罗瑜
- 新加坡王国
- 马六甲苏丹王朝
- 北大年苏丹国
- 馬來聯邦
- 馬來亞聯邦
- 马来亚联合邦

### 加里曼丹岛
- 汶萊帝國
- 北婆罗洲
- 砂拉越王国
- 蘭芳共和國

### 印度尼西亚
- 印度尼西亚联邦共和国
  -  印度尼西亞共和國 (1949年—1950年)
  -  东印度尼西亚国
  -  巴巽丹国
  -  东爪哇国
  -  马都拉国
  -  东苏门答腊国
  -  南苏门答腊国

#### 苏门答腊岛
- 苏木都剌国
- 三佛齐
- 亞齊蘇丹國

#### 爪哇岛
- 诃陵
- 夏连特拉王国
- 巽他王國
- 马打兰王国
- 固里班
- 重迦罗
- 谏义里国
- 信诃沙里
- 满者伯夷
- 淡目苏丹国
- 萬丹蘇丹國
- 馬打蘭蘇丹國
- 井里汶苏丹国
- 梭羅蘇丹國（英语：Surakarta Sunanate）

### 东帝汶
- 韦哈勒
- 东帝汶民主共和国 (1975年)

### 菲律宾
- 湯都
- 苏禄苏丹国
- 梅尼拉王国
- 马京达瑙苏丹国
- 边那巴多共和国
- 米沙鄢群岛联邦国（英语：Federal State of the Visayas）
- 内格罗斯共和国（英语：Republic of Negros）
- 菲律宾第一共和国
- 三宝颜共和国
- 菲律賓自由邦
- 菲律宾第二共和国

## 南亚

### 北印度
- 印度河文明
- 十六大国
- 印度-希臘王國
- 印度-斯基泰王國
- 北薩特拉普王朝
- 西薩特拉普王朝
- 印度-帕提亞王國
- 摩揭陀国（幼龙王朝、难陀王朝、 孔雀王朝、 巽伽王朝、 甘婆王朝）
- 貴霜帝國、笈多王朝、戒日王朝
- 拉其普特人诸国
- 古吉拉特苏丹国
- 波罗王朝
- 古尔王朝、德里苏丹国（奴隶王朝、卡尔吉王朝、 图格鲁克王朝、 赛义德王朝、洛迪王朝）
- 孟加拉蘇丹國
- 拉達克王國
- 莫卧儿帝国、 苏尔王朝
- 马拉塔帝国
- 锡克联盟、 锡克帝国
- 英属印度
  - 英属印度诸土邦
- 锡金王国
- 印度联邦

### 南印度
- 百乘王朝
- 遮娄其王朝、 罗湿陀罗拘陀、西遮娄其、东遮娄其、 跋罗婆王朝、 朱罗王朝
- 曷萨拉王朝、  雅达瓦斯王朝、 卡卡提亞王朝、 潘地亚
- 巴赫曼尼苏丹国、 毗奢耶那伽罗王朝
- 德干苏丹国
- 马拉地帝国
- 迈索尔王国、 海德拉巴王国

### 尼泊尔
- 迦毗罗卫
- 尼波羅國、马拉王朝（英语：Malla (Nepal)）、  沙阿王朝
- 尼泊爾王國
- 木斯塘王國

### 斯里兰卡
- 阿努拉德普勒王國
- 波隆納魯瓦王國（英语：Kingdom of Polonnaruwa）
- 賈夫納王國（英语：Jaffna kingdom）
- 丹巴德尼亚王国（英语：Kingdom of Dambadeniya）
- 甘波羅王國
- 科提王國
- 锡塔瓦卡王国（英语：Kingdom of Sitawaka）
- 瓦尼酋长辖区（英语：Vanni chieftaincies）
- 康提王國
- 錫蘭自治領

### 马尔代夫
- 迪巴马里王国
- 马尔代夫群岛苏丹国
- 苏瓦代夫联合共和国

## 中亚
- 斯基泰人、萨尔马提亚人
- 粟特
- 康居
- 大月氏
- 大宛
- 贵霜帝国
- 匈人、 阿瓦尔人
- 嚈哒
- 突厥
- 可萨人、保加尔人、 伏尔加保加利亚、 佩切涅格人、 欽察
- 突骑施、 葛逻禄、喀喇汗国、西辽
- 萨曼王朝、 花剌子模王朝
- 察合台汗国（东察合台汗国、西察合台汗国）、  帖木尔帝国
- 金帐汗国
  - 昔班尼王朝、 布哈拉汗国、 希瓦汗国、 浩罕汗国
  -  哈萨克汗国
  -  喀山汗國、 阿斯特拉罕汗國、 卡西姆汗國
  -  諾蓋汗國
  -  西伯利亚汗国

## 西亚

### 阿富汗
- 巴克特里亚
- 贵霜帝国
- 嚈哒
- 吐火罗叶护政权
- 加茲尼王朝
- 古尔王朝
- 杜兰尼王朝
- 巴拉克宰王朝
- 阿富汗共和国
- 阿富汗民主共和國
- 阿富汗伊斯蘭國
- 阿富汗伊斯蘭酋長國 (1996年－2001年)
- 阿富汗过渡伊斯兰国
- 阿富汗伊斯蘭共和國

### 伊朗
- 米底王国
- 阿契美尼德王朝
- 安息帝国
- 萨珊帝国
- 阿拔斯王朝
- 波斯都督府
- 塔希尔王朝、萨曼王朝、萨法尔王朝、 阿拉菲德王朝、齐亚尔王朝
- 白益王朝、哈姆丹王朝、塞尔柱帝国、 花剌子模王朝
- 伊儿汗国、 札剌亦儿王朝、莫扎法尔王朝、丘拜尼王朝、卡尔提德王朝、西辽
- 黑羊王朝、 白羊王朝
- 萨非王朝
- 汉达基王朝、 阿夫沙尔王朝、 桑德王朝
- 伊朗崇高国（卡扎尔王朝）
- 阿扎迪斯坦
- 伊朗社会主义苏维埃共和国
- 呼罗珊自治政府（英语：Autonomous Government of Khorasan）
- 阿塞拜疆人民政府
- 马哈巴德共和国
- 伊朗王国（巴列维王朝）
- 伊朗临时政府

### 美索不达米亚-伊拉克
- 苏美尔、乌尔第三王朝
- 阿卡德帝国、阿迪亚波纳
- 伊辛、乌鲁克、乌尔、埃里都、基什、拉格什、尼普尔、拉尔萨
- 加喜特人
- 米坦尼
- 巴比伦
- 埃兰、胡里安人
- 亚述
- 新巴比伦
- 伊拉克王国
- 伊拉克復興黨政權

### 阿拉伯半岛
- 阿拉伯帝国
- 德拉伊耶酋长国、 内志酋长国、 内志与哈萨酋长国、 内志与汉志王国
- 汉志王国（谢里夫哈里发国）、 杰贝勒沙马尔酋长国
- 舍迈尔山酋长国
- 阿西爾伊德里斯酋長國
- 麦加谢里夫国
- 上阿西爾謝赫國
- 奈季兰酋长国（英语：Principality of Najran）
- 阿曼帝国
- 马斯喀特苏丹国、 阿曼伊瑪目國
- 示巴王國
- 阿布達利蘇丹國
- 希木葉爾王國
- 葉門穆塔瓦基利亚王国
- 北葉門
- 亚丁保护国
- 南阿拉伯酋长国联邦
- 南阿拉伯联邦
  -  亞丁國（英语：State of Aden）
  -  阿拉维谢赫国（英语：Alawi Sheikhdom）
  -  阿克拉比谢赫国（英语：Aqrabi）
  - 奧達里蘇丹國（英语：Audhali）
  -  貝漢酋長國（英语：Emirate of Beihan）
  -  达西奈谢赫国（英语：Dathina）
  -  達拉酋長國（英语：Emirate of Dhala）
  -  法德里蘇丹國（英语：Fadhli Sultanate）
  -  豪沙比蘇丹國（英语：Haushabi）
  -  拉赫季蘇丹國
  -  下奥拉基蘇丹國（英语：Lower Aulaqi Sultanate）
  -  下雅法苏丹国（英语：Lower Yafa）
  - 穆夫利希谢赫国（英语：Maflahi）
  - 沙伊布谢赫国（英语：Shaib）
  - 上奧拉基谢赫国（英语：Upper Aulaqi Sheikhdom）
  - 上奧拉基蘇丹國（英语：Upper Aulaqi Sultanate）
  -  巴尔哈夫瓦赫迪苏丹国（英语：Wahidi Balhaf）
- 南阿拉伯保护国
  - 马赫拉苏丹国（英语：Mahra Sultanate）
  - 卡西里苏丹国（英语：Kathiri）
  - 席赫尔和穆卡拉苏丹国（英语：Qu'aiti）
  - 上亚法国（英语：Upper Yafa）
- 南葉門

### 沙姆
- 埃勃拉
- 腓尼基城邦：西顿、推罗等
- 以色列王國 (前期)、以色列王國 (後期)、犹大王国、哈斯蒙尼王朝、犹太希律王国、希律四头同盟（英语：Herodian tetrarchy）
- 塞琉古帝国
- 巴尔米拉帝国
- 倭马亚王朝
- 耶路撒冷王国
  - 耶路撒冷王国诸附庸国（英语：Vassals of the Kingdom of Jerusalem）
    - 雅法和阿斯卡隆伯国（英语：County of Jaffa and Ascalon）
    - 拉姆拉领地（英语：Lordship of Ramla）
    - 加利利公国（英语：Principality of Galilee）
    - 海法领地（英语：Lordship of Haifa）
    - 贝鲁特领地（英语：Lordship of Beirut）
    - 西顿领地（英语：Lordship of Sidon）
    - 外约旦领地（英语：Lordship of Transjordan）
    - 博特伦领地（英语：Lordship of Botrun）
    - 泰尔领地（英语：Lordship of Tyre）
- 的黎波里伯国
- 安条克公国
  - 安条克公社（英语：Commune of Antioch）
- 埃德萨伯国
  - 马拉什领地（英语：Lordship of Marash）
- 布里迪王朝
- 赞吉王朝
- 阿尤布王朝
- 阿拉伯叙利亚王国
- 法属叙利亚和黎巴嫩托管地
  -  叙利亚联邦
    -  阿勒颇国（英语：State of Aleppo）
    -  大马士革国（英语：State of Damascus）

  -  叙利亚国
  -  阿拉维国
  -  德鲁兹国
  -  大黎巴嫩国
  - 亚历山大勒塔桑贾克（英语：Sanjak of Alexandretta）
- 拉卡独立国（英语：Independent State of Raqqa）
- 哈塔伊国
- 叙利亚第一共和国
- 叙利亚第二共和国
- 敘利亞復興黨政權

### 小亚细亚
- 赫梯
- 乌拉尔图
- 弗里吉亚
- 吕底亚
- 帕加马王国
- 本都王國
- 亚美尼亚王国
- 巴格拉图尼亚美尼亚
- 阿尔察赫王国
- 奇里乞亚亚美尼亚王国
- 尼西亚帝国
- 特拉比松帝国
- 塞爾柱帝国
- 罗姆苏丹国
- 安納托利亞諸貝伊國
- 鄂圖曼帝國

### 塞浦路斯
- 塞浦路斯十城邦（英语：Ten city-kingdoms of Cyprus）
  - 帕福斯
  - 萨拉米斯
  - 索洛伊（英语：Soli, Cyprus）
  - 库里翁
  - 许特洛伊（英语：Chytri）
  - 伊达利翁（英语：Idalium）
  - 勒得赖（英语：Ledra）
  - 塔马索斯（英语：Tamassos）
  - 凯里尼亚
  - 马里翁（英语：Marion, Cyprus）
  - 拉佩托斯（英语：Lapithos）
  - 基提翁
  - 阿马图斯（英语：Amathus）
- 塞浦路斯王国
- 塞浦路斯土耳其人总委员会（土耳其语：Kıbrıs Türk Genel Komitesi）
- 塞浦路斯临时土耳其人政府（土耳其语：Kıbrıs Geçici Türk Yönetimi）
- 土耳其裔塞浦路斯人自治行政区（英语：Autonomous Turkish Cypriot Administration）
- 塞浦路斯土耳其联邦国（英语：Turkish Federated State of Cyprus）

### 高加索地區
- 亞美尼亞王國
- 巴格拉提德王朝
- 奇里乞亞亞美尼亞王國
- 高加索诸汗国（英语：Khanates of the Caucasus）
  -  納希切萬汗國
  -  葉里溫汗國
  -  卡拉巴赫汗國
  -  巴庫汗國
  - 庫巴汗國
- 外高加索民主聯邦共和國
- 喬治亞民主共和國
- 亞塞拜然民主共和國
- 亞美尼亞民主共和國
- 亞美尼亞山地共和國
- 伊奇克里亞車臣共和國
- 阿爾察赫共和国
- 拉钦库尔德共和国

## 欧洲

### 希腊
- 爱琴文明：迈锡尼、克诺索斯、特洛伊
- 古希腊城邦： 雅典、 斯巴达、底比斯、科林斯、叙拉古等
- 马其顿王国、安提柯王朝
- 东罗马帝国（拜占庭帝国）
- 克里特酋长国
- 拉丁帝国
- 萨洛尼卡王国
- 雅典公国
- 亚该亚侯国
- 伊庇鲁斯专制国
- 凯法洛尼亚和扎金索斯帕拉丁伯国（英语：County Palatine of Cephalonia and Zakynthos）
- 腓力波利斯公国（英语：Duchy of Philippopolis）
- 内格罗蓬特三头同盟
- 群岛公国（英语：Duchy of the Archipelago）
- 阿尔戈斯与瑙普利亚领地
- 新帕特拉斯公国（英语：Duchy of Neopatras）
- 坎迪亚王国（英语：Kingdom of Candia）
- 摩里亚专制国
- 医院骑士团
- 塞普丁修拉共和国、 伊奥尼亚群岛合众国
- 希腊第一共和国、 希腊王国、 希臘第二共和國 、希臘軍政府
- 克里特国
- 班都斯親王國

### 保加利亚
- 大保加利亞
- 保加利亚第一帝国
- 保加利亚第二帝国
- 保加利亚大公国
- 保加利亚王国
- 保加利亚人民共和国

### 罗马尼亚
- 达契亚王国
- 瓦拉几亚公国
- 摩尔达维亚公国
- 特兰西瓦尼亚公国
- 罗马尼亚联合公国
- 罗马尼亚王国
- 罗马尼亚社会主义共和国

### 西巴尔干地区
- 杜克利亚
- 塞尔维亚公国、 塞尔维亚王国、 塞尔维亚帝国、 摩拉维亚塞尔维亚
- 拉古薩共和國
- 波士尼亞王國
- 塞尔维亚公国、 塞尔维亚王国 (近代)
- 黑山都主教区、黑山沙皇国、黑山公国、 黑山王国
- 斯洛文尼亚人-克罗地亚人和塞尔维亚人国
- 南斯拉夫王國（塞尔维亚人、克罗地亚人和斯洛文尼亚人王国）
- 克羅埃西亞獨立國、 塞爾維亞救國政府
- 解放领土
  -  德瓦尔共和国
  - 乌日策共和国
  - 杜米托尔游击共和国
  - 福查共和国
  - 比哈奇共和国
- 南斯拉夫社會主義聯邦共和國
- 塞爾維亞克拉伊納共和國、 西波士尼亞共和國、 黑塞哥-波斯尼亚克罗地亚共和国
- 南斯拉夫联盟共和国、 塞尔维亚和黑山
- 意大利卡尔纳罗摄政领
- 阜姆自由邦
- 拉宾共和国

#### 阿尔巴尼亚
- 阿尔巴尼亚诸公国（英语：Albanian principalities）
  - 阿尔巴农公国（英语：Principality of Arbanon）
  - 瓦洛纳公国（英语：Principality of Valona）
  -  穆扎卡公国（英语：Principality of Muzaka）
  - 阿尔塔专制国（英语：Despotate of Arta）
  -  阿尔巴尼亚公国 (中世纪)（英语：Principality of Albania (medieval)）
  -  卡斯特里奥蒂公国（英语：Principality of Kastrioti）
  -  马塔兰加公国（英语：Principality of Mataranga）
  -  杜卡吉尼公国（英语：Principality of Dukagjini）
- 阿尔巴尼亚王国 (中世纪)（英语：Kingdom of Albania (medieval)）
- 独立阿尔巴尼亚
- 北伊庇鲁斯自治共和国
- 阿尔巴尼亚公国
- 科尔察自治省
- 阿尔巴尼亚共和国 (1925年—1928年)
- 阿尔巴尼亚王国 (1928年－1939年)
- 阿尔巴尼亚王国 (1939年—1943年)
- 阿尔巴尼亚王国 (1943年—1944年)
- 阿尔巴尼亚民主政府
- 阿尔巴尼亚社会主义人民共和国

### 俄罗斯
- 基辅罗斯
- 罗斯诸公国
  -  诺夫哥罗德共和国
  -  弗拉基米尔-苏兹达尔大公国
  -  莫斯科大公国
- 沙皇俄国· 俄罗斯帝国
- 俄罗斯共和国
- 苏维埃俄国・ 苏联

### 乌克兰
- 博斯普鲁斯王国
- 大保加利亚
- 基辅罗斯
- 加利西亞－沃里尼亞王國
- 狄奥多罗公国
- 克里米亚汗国
- 哥萨克酋长国
- 乌克兰人民共和国
- 乌克兰国
- 西乌克兰人民共和国
- 乌克兰苏维埃人民共和国
- 乌克兰苏维埃社会主义共和国
- 敖德萨苏维埃共和国
- 克里米亚人民共和国
- 克里米亚社会主义苏维埃共和国
- 喀尔巴阡乌克兰
- 哈尔科夫人民共和国

### 摩尔多瓦
- 科姆拉特共和国
- 摩尔达维亚民主共和国
- 比萨拉比亚苏维埃社会主义共和国
- 德涅斯特河沿岸摩尔达维亚苏维埃社会主义共和国

### 白俄罗斯
- 波洛茨克公国
- 白俄罗斯人民共和国
- 白俄罗斯苏维埃社会主义共和国

### 东欧
- 条顿骑士团国
  - 条顿骑士团
  - 利沃尼亚骑士团
- 圣母之土
  - 宝剑骑士团
  - 爱沙尼亚公国 (1219年—1346年)
  - 里加大主教区（英语：Archbishopric of Riga）
  - 库尔兰主教区（英语：Bishopric of Courland）
  - 多尔帕特主教区（英语：Bishopric of Dorpat）
  - 埃泽尔-维克主教区（英语：Bishopric of Ösel–Wiek）
  - 罗马天主教雷瓦尔教区（英语：Roman Catholic Diocese of Reval）
- 多布任骑士团（英语：Order of Dobrzyń）
- 汉萨同盟
- 爱沙尼亚公国 (1561年—1721年)
- 波蘭王國 (1025年—1385年)、 波蘭王國 (1385年—1569年)、  立陶宛大公国、  波兰立陶宛联邦、  华沙公国、  波蘭會議王國、 波兰第二共和国、 波兰人民共和国
- 立陶宛-白俄罗斯社会主义苏维埃共和国
- 但澤自由市
- 匈牙利王国、 外西凡尼亚公国、 匈牙利民主共和国、 匈牙利苏维埃共和国、 匈牙利王國 (1920年－1946年)、 匈牙利人民共和国

### 中欧
- 薩莫帝國、 大摩拉维亚公国、 波希米亚王国
- 捷克斯洛伐克共和国、 斯洛伐克共和国（纳粹德国保护国）、 捷克斯洛伐克社会主义共和国、 捷克和斯洛伐克聯邦共和國
- 莫里斯尼特
- 舊瑞士邦聯、 赫尔维蒂共和国
- 兰克-萨森尼亚 弗罗林卡共和国

### 德国
- 东法兰克王国
- 神圣罗马帝国及帝国诸侯
- 普鲁士王国、 巴伐利亞王國、 萨克森王国及德意志其他诸侯国
- 莱茵邦联、德意志邦联、北德意志邦联
- 德意志帝国（ 德意志殖民帝国）、 魏玛共和国、 德意志第三帝国（纳粹德国）
- 巴伐利亚苏维埃共和国
- 哈布斯堡君主國、 奥地利帝国、 奥匈帝国、 德意志-奧地利共和國、 奥地利第一共和国
- 德意志民主共和国（东德）

### 低地国家
- 布拉班特公国
- 勃艮第公国
- 荷兰共和国
- 巴達維亞共和國
- 荷兰王国
- 荷蘭聯合王國
- 荷蘭帝國
- 比利时合众国

### 法国
- 高卢帝国
- 法兰克王国及各邦国、纽斯特里亚王国、勃艮第王國、西法兰克王国
- 法兰西王国
  -  诺曼底公国、 佛兰德伯国、 普瓦图伯国（法语：Liste des comtes de Poitiers）、 勃艮第公国、 阿基坦公国、 奥弗涅伯国（英语：County of Auvergne）、 布列塔尼公国、 图卢兹伯国、 安茹伯国·安茹公国、 布卢瓦伯国（英语：County of Blois）、 香槟伯国、 普罗旺斯伯国、 阿图瓦伯国、 波旁公国、 奥尔良公国等诸侯国
- 尼斯伯国
- 安茹帝国
- 法兰西第一帝国、 法兰西第二帝国
- 法兰西殖民帝国
- 芒通和罗克布吕讷自由城市
- 巴黎公社
- 维希法国
- 法兰西第一共和国、法兰西第二共和国、法兰西第三共和国、法兰西第四共和国

### 意大利
- 古罗马（ 罗马王国、 罗马共和国、 罗马帝国、 西罗马帝国）
- 奥多亚塞王国、 东哥特王国、 倫巴底王國
- 贝内文托公国
- 圣本笃领地（英语：Terra Sancti Benedicti）
- 教皇国
- 威尼斯共和国、 伦巴第-威尼西亚王国
- 撒丁中世纪诸王国（英语：Sardinian medieval kingdoms）
  - 阿尔博雷亚王国
  - 洛古多罗王国（英语：Judicate of Logudoro）
  - 加卢拉王国（英语：Judicate of Gallura）
  - 卡利亚里王国
- 萨萨里自由市（英语：Republic of Sassari）
- 奥里斯塔诺侯国（英语：Marquisate of Oristano）
- 特伦托采邑主教区
- 莱切伯国（英语：County of Lecce）
- 塔兰托公国（英语：Principality of Taranto）
- 巴里公国（英语：Duchy of Bari）
- 萨伏依公国、 撒丁王国、 意大利王国
- 萨卢佐侯国（意大利语：Marchesato di Saluzzo）、 塞瓦侯国、 蒙費拉托侯國
- 伊特鲁里亚、 佛罗伦萨共和国、 托斯卡纳大公国
- 米兰公国、 卢卡公国、 帕尔马和皮亚琴察公国、 摩德纳公国、 皮翁比诺公国（意大利语：Principato di Piombino）、瓜斯塔拉伯国、 瓜斯塔拉公国（意大利语：Ducato di Guastalla）、 曼切華公國
- 卡斯特罗公国、 烏爾比諾公國、 索拉公国（意大利语：Ducato di Sora）
- 卫戍国
- 法兰西第一共和国和法兰西第一帝国的附庸国： 伊特鲁里亚王国、 坦斯帕达纳共和国、 奇斯帕达纳共和国、 奇萨尔皮尼共和国、 意大利王国 (拿破仑时代)、 罗马共和国 (18世纪)、 帕尔泰诺佩共和国、 利古里亚共和国
- 罗马共和国 (19世纪)
- 西西里酋长国
- 西西里伯国
- 西西里王国、 那不勒斯王国、 两西西里王国
- 那不勒斯共和国 (1647年—1648年)（英语：Neapolitan Republic (1647–1648)）
- 阿马尔菲公国
- 热那亚共和国
- 比萨共和国
- 意大利社会共和国
- 游击队共和国
  -  马斯奇托共和国（意大利语：Repubblica di Maschito）
  -  卡波雷托共和国（意大利语：Repubblica di Caporetto）
  -  科尔尼奥洛共和国（意大利语：Repubblica partigiana del Corniolo）
  -  福尔诺自由共和国
  -  琛诺谷共和国
  -  塞西亚谷共和国（意大利语：Repubblica partigiana della Valsesia）
  -  塔罗谷共和国（意大利语：Repubblica partigiana della Val Taro）
  -  蒙特菲奥里诺共和国（意大利语：Repubblica partigiana di Montefiorino）
  -  兰佐谷共和国
  -  托里利亚共和国（意大利语：Repubblica di Torriglia）
  -  东弗留利共和国
  -  恩扎谷和帕尔马谷共和国
  -  迈拉谷和瓦赖塔谷共和国
  -  博比奥共和国（英语：Republic of Bobbio）
  -  坎西利奥共和国
  -  奥索拉共和国
  -  皮尼亚共和国
  -  瓦尔齐共和国
  -  卡尔尼亚共和国（英语：Republic of Carnia）
  -  兰格共和国
  -  上蒙费拉托共和国（英语：Republic of Alto Monferrato）
  -  上托尔托内塞共和国
  -  阿尔巴共和国（英语：Republic of Alba (1944)）
- 第里雅斯特自由區

### 马耳他
- 戈佐国
- 马耳他保护国
- 马耳他国（英语：State of Malta）

### 伊比利亚半岛
- 西哥特王国
- 加利西亞王國
- 莱昂王国（ 阿斯图里亚斯王国）
- 加斯科涅公國、 纳瓦拉王国、比格拉王国、纳赫拉王国（英语：Kingdom of Najera）、阿尔塔绍王国
- 后倭马亚王朝
- 格拉纳达王国
- 泰法诸国
  - 马略卡泰法（英语：Taifa of Majorca）
- 卡斯蒂利亚王国
- 阿拉贡王国（阿拉贡王冠领地）
- 巴塞罗那伯國、 加泰隆尼亞公國（巴塞罗那伯爵领地）、 马略卡王国、 巴伦西亚王国
- 巴伦西亚领地
- 葡萄牙伯国、 葡萄牙王国、 葡萄牙殖民帝国、葡萄牙、巴西和阿尔加维联合王国、 葡萄牙第一共和國、 新国家
- 西班牙帝国、 西班牙第一共和国、 西班牙第二共和国、西班牙国

### 不列颠群岛
- 卡尔赫芬尼兹
- 艾隆
- 埃尔梅特
- 福尔特里乌
- 凯
- 雷格德
- 凯特王国
- 盎格鲁-撒克逊英格兰诸王国： 肯特王国、 萨塞克斯王国、 威塞克斯王國、 埃塞克斯王国、 诺森布里亚王国、 东盎格利亚王国、 麥西亞王國
- 阿尔巴王国、达尔里阿达王国
- 格温内斯王国、 波伊斯王国、 德赫巴思王国、德维德王国（英语：Kingdom of Dyfed）、凯雷迪吉昂王国（英语：Kingdom of Ceredigion）、格温特王国（英语：Kingdom of Gwent）
- 盖尔爱尔兰诸王国
  - 芒斯特王国（英语：Kingdom of Munster）
  - 米斯王国（英语：Kingdom of Meath）
  - 伦斯特王国（英语：Kingdom of Leinster）
  - 布雷夫尼王国（英语：Kingdom of Breifne）
  - 德斯蒙德王国（英语：Kingdom of Desmond）
  - 奥蒙德王国（英语：Kingdom of Ormond）
- 都柏林王国
- 愛爾蘭領地、 爱尔兰王国、爱尔兰邦联、爱尔兰共和国 (1798年)、利默里克苏维埃、爱尔兰共和国 (1919年—1922年)、芒斯特共和国、 爱尔兰自由邦
- 群岛王国
- 林恩斯王国
- 奥克尼伯国
- 不列颠帝国、 威尔士公国、 英格兰王国、 蘇格蘭王國、 英格兰联邦、 大不列颠王国、 大不列颠及爱尔兰联合王国、 大英帝国

### 北欧
- 瑞典-芬蘭、 瑞典帝國、 瑞典－挪威联合
- 北海帝國

- 卡尔马联盟、 丹麥-挪威（丹麦殖民帝国）
- 芬兰大公国、 芬兰王国、 芬兰民主共和国
- 古挪威王国、 维德孔·吉斯林政权（挪威專員轄區）
- 冰島聯邦
- 冰島王國

## 北非

### 尼罗河流域
- 古埃及诸王朝
- 托勒密王朝
- 突伦王朝
- 伊赫希德王朝
- 法蒂玛王朝
- 阿尤布王朝
- 馬木留克蘇丹國
- 穆罕默德·阿里王朝
- 阿拉伯联合共和国
- 库施王国
- 马库里亚王国
- 阿勒底亚
- 多塔沃（英语：Dotawo）
- 丰吉苏丹国
- 达尔富尔苏丹国
- 马赫迪国

### 马格里布地区
- 古迦太基
- 努米底亚
- 毛里塔尼亚王国
- 瓦尔瑟尼斯王国（英语：Kingdom of Ouarsenis）
- 汪达尔王国
- 毛罗-罗马王国
- 阿尔塔瓦王国（英语：Kingdom of Altava）
- 魯斯塔米德王朝、阿格拉布王朝、 伊德里斯王朝
- 法蒂玛王朝、齐里王朝、哈马德王朝
- 穆拉比特王朝、穆瓦希德王朝、 哈夫斯王朝、 穆拉德王朝、 侯赛因王朝
- 塞拉共和国（英语：Republic of Salé）
- 里夫共和国
- 特萊姆森王國
- 扎亚尼德王朝、 马林王朝、 瓦塔斯王朝、 萨阿德王朝
- 阿尔及尔摄政领
- 突尼斯贝伊国、 突尼斯王国
- 的黎波里塔尼亚共和国、 昔蘭尼加酋長國、 利比亚王国、 阿拉伯利比亚共和国、 大阿拉伯利比亚人民社会主义民众国

### 加那利群岛
- 拉帕尔马岛诸酋长国
  - 阿塞罗酋长国（西班牙语：Bando de Aceró）
  - 阿德亚哈门酋长国（西班牙语：Bando de Adeyahamen）
  - 阿恩瓜雷梅酋长国（西班牙语：Bando de Ahenguareme）
  - 阿里达内酋长国（西班牙语：Bando de Aridane）
  - 塔加尔根酋长国（西班牙语：Bando de Tagalgen）
  - 塔加拉格雷酋长国（西班牙语：Bando de Tagaragre）
  - 塔曼卡酋长国（西班牙语：Bando de Tamanca）
  - 特多特酋长国（西班牙语：Bando de Tedote）
  - 特纳瓜酋长国（西班牙语：Bando de Tenagua）
  - 蒂加拉特酋长国（西班牙语：Bando de Tigalate）
  - 蒂胡亚酋长国（西班牙语：Bando de Tihuya）
  - 蒂哈拉费酋长国（西班牙语：Bando de Tijarafe）
- 戈梅拉岛诸酋长国
  - 阿加纳酋长国（西班牙语：Bando de Agana）
  - 希帕兰酋长国（西班牙语：Bando de Hipalan）
  - 穆拉瓜酋长国（西班牙语：Bando de Mulagua）
  - 奥罗内酋长国（西班牙语：Bando de Orone）
- 特内里费岛诸酋长国
  - 阿博纳门塞亚托（西班牙语：Menceyato de Abona）
  - 阿德赫门塞亚托（西班牙语：Menceyato de Adeje）
  - 阿纳加门塞亚托（西班牙语：Menceyato de Anaga）
  - 道特门塞亚托（西班牙语：Menceyato de Daute）
  - 吉马尔门塞亚托（西班牙语：Menceyato de Güímar）
  - 伊科德门塞亚托（西班牙语：Menceyato de Icod）
  - 塔科隆特门塞亚托（西班牙语：Menceyato de Tacoronte）
  - 塔奥罗门塞亚托（西班牙语：Menceyato de Taoro）
  - 特格斯特门塞亚托（西班牙语：Menceyato de Tegueste）
- 大加那利岛诸酋长国
  - 加尔达尔瓜那尔特玛托（西班牙语：Guanartemato de Gáldar）
  - 特尔德瓜那尔特玛托（西班牙语：Guanartemato de Telde）
- 富埃特文图拉岛诸酋长国
  - 马索拉塔领地（西班牙语：Cantón de Maxorata）
  - 汉迪亚领地（西班牙语：Cantón de Jandía）
- 加那利群岛王国

## 撒哈拉以南非洲

### 东部非洲
- 希卢克王国
- 阿克苏姆帝国
- 阿比西尼亚帝国
- 伊法特蘇丹國
- 阿達爾蘇丹國
- 西加拉邦联
- 社会主义埃塞俄比亚临时军政府
- 埃塞俄比亚人民民主共和国
- 埃塞俄比亚过渡政府
- 摩加迪沙蘇丹國
- 阿居蘭蘇丹國
- 格勒迪蘇丹國
- 馬吉爾廷蘇丹國
- 霍比奧蘇丹國
- 瓦桑加利蘇丹國
- 基尔瓦苏丹国
- 坦噶尼喀
- 桑给巴尔苏丹国（津芝帝国）
- 桑给巴尔人民共和国
- 索马里兰国
- 索马里共和国
- 姆韦尼·马塔帕王国
- 中非联邦
- 羅德西亞
- 罗兹维帝国
- 加扎帝国
- 科摩罗国
- 德爾維希國
- 卢旺达王国
- 布隆迪王国

#### 马达加斯加
- 拉兰吉纳王国（英语：Kingdom of Lalangina）
- 安德兰采王国（英语：Kingdom of Andrantsay）
- 马南德里亚纳王国（英语：Kingdom of Manandriana）
- 博伊纳王国（英语：Boina Kingdom）
- 伊桑德拉王国（英语：Kingdom of Isandra）
- 伊默里纳王国
- 马尔加什共和国
- 马达加斯加民主共和国

### 西部非洲
- 加奥帝国
- 索索帝国
- 塔克鲁尔
- 沃洛夫帝国
- 大富洛帝国
- 巴特帝国
- 阿克瓦穆帝国
- 孔格帝国
- 塞古帝国
- 索科托哈里发国
- 马西纳帝国
- 瓦苏卢帝国
- 達荷美王國
- 貝寧帝國
- 加纳帝国
- 桑海帝国
- 图库洛尔帝国
- 奥约帝国
- 豪萨城邦
- 阿羅邦聯
- 阿散蒂帝国
- 马里兰共和国
- 比亚法拉共和国
- 达荷美共和国
- 贝宁人民共和国
- 阿扎瓦德

### 中部非洲
- 加涅姆帝國
- 博爾努帝國
- 盧安果王國
- 中非帝国
- 洛贡共和国
- 刚果王国
- 剛果自由邦
- 刚果共和国（利奥波德维尔）
- 加丹加国
- 南開賽
- 菲济马基
- 剛果人民共和國

### 南部非洲
- 穆提特瓦帝國
- 祖魯王國
- 布尔共和国
  -  弗里堡殖民地（英语：Free Burghers in the Dutch Cape Colony）
  -  斯韦伦丹共和国（英语：Republic of Swellendam）
  -  格拉夫—里内特共和国（英语：Republic of Graaff-Reinet）
  -  祖特潘斯堡共和国（英语：Republic of Zoutpansberg）
  -  温堡（英语：Winburg）
  -  波切夫斯特鲁姆
  -  纳塔利亚共和国
  -  温堡-波切夫斯特鲁姆
  -  克利普河共和国
  -  莱登堡共和国（英语：Republic of Lydenburg）
  -  乌得勒支共和国
  -  共和國
  -  奧蘭治自由邦
  -  小自由邦（英语：Klein Vrystaat）
  -  歌珊国（英语：State of Goshen）
  -  斯特拉兰共和国（英语：Stellaland）
  -  斯特拉兰合众国（英语：Stellaland）
  -  新共和国（英语：Nieuwe Republiek）
  -  莱登斯鲁斯特共和国/乌平托尼亚（英语：Upingtonia）
- 格里夸人诸国
  -  东格里夸兰（英语：Griqualand East）
  - 西格里夸兰（英语：Griqualand West）
  - 菲利普波利斯/亚当·科克地（英语：Philippolis）
  - 沃特布尔地
- 南非聯邦
- 班图斯坦
  -  特蘭斯凱
  -  博普塔茨瓦纳
  -  文達
  -  西斯凱
- 安哥拉人民共和国
- 安哥拉民主人民共和国
- 卡宾达共和国
- 莫桑比克人民共和國

## 美洲

### 北美
- 密西西比文化
  - 卡霍基亚政体
  - 库萨酋长国
- 三火理事会
- 易洛魁聯盟
- 中立联盟
- 铁联盟
- 黑脚联盟
- 塞纳科马卡
- 瓦巴納基聯盟
- 沃巴什联盟
- 科曼奇里亚
- 西北联盟
- 特库姆塞联盟
- 马达瓦斯卡共和国

#### 加拿大
- 加拿大共和國
- 下加拿大共和国
- 马尼托巴共和国
- 纽芬兰自治领

#### 美国
- 新康涅狄格共和国（西班牙语：República de Nueva Connecticut）
- 佛蒙特共和国
- 印第安溪共和国
- 西佛罗里达共和国
- 東佛羅里達共和國
- 佛羅里達共和國

- 加利福尼亚共和国

- 美利堅聯盟國
- 切罗基国
- 外奥科尼共和国
- 穆斯科吉国
- 密西西比共和國
- 亚拉巴马共和国（西班牙语：República de Alabama）

### 中美洲
- 奥尔梅克文明
- 特奥蒂瓦坎
- 霍奇卡尔科
- 托尔特克帝国
- 科科蘭（英语：Cocollán）
- 玛雅文明城邦（ 蒂卡尔、 科潘、乌斯马尔、 卡拉克穆尔、帕伦克、奇琴伊察、玛雅潘等）
- 玛雅潘联盟
- 佩滕伊察王国（英语：Peten Itza kingdom）
- 特諾奇提特蘭
- 特斯科科王国
- 特拉科潘
- 普雷佩查帝国
- 阿兹特克帝国
- 特拉斯卡拉邦聯
- 查尔科（英语：Chalco (altepetl)）
- 库马尔卡赫基切王国（英语：K'iche' Kingdom of Q'umarkaj）
- 库斯卡特兰（英语：Cuzcatlan）
- 阿梅卡酋长国（英语：Chiefdom of Ameca）
- 莫斯基托海岸
- 中美洲联邦共和国
  -  洛斯阿爾托斯國
- 中美洲邦联
- 中美洲共和国（西班牙语：República de América Central）
- 中美洲合众国（西班牙语：Estados Unidos de Centroamérica）
- 中美洲联邦（英语：Federation of Central America (1921–1922)）

#### 墨西哥
- 墨西哥第一帝國
- 墨西哥第一共和国
- 墨西哥中央集权主义共和国
- 墨西哥第二联邦共和国（英语：Second Federal Republic of Mexico）
- 墨西哥第二帝国
- 复辟共和国（英语：Restored Republic）
- 里奥格兰德共和国
- 马德雷山脉共和国（西班牙语：República de la Sierra Madre）
- 塔巴斯科共和国（西班牙语：República de Tabasco）
- 小圣克鲁斯（英语：Chan Santa Cruz）
- 下加利福尼亚共和国
- 索诺拉共和国
- 莫雷洛斯公社
- 反叛萨帕塔自治市镇

#### 哥斯达黎加
- 哥斯達黎加自由邦
- 哥斯达黎加第一共和国

#### 巴拿马
- 地峡国（西班牙语：Estado del Istmo）
- 图勒共和国（西班牙语：República de Tule）

### 加勒比海地区
- 哈拉瓜
- 马里恩
- 马瓜
- 马瓜纳
- 伊圭
- 海盗共和国
- 西印度群岛联邦
- 安圭拉共和國

#### 古巴
- 武装古巴共和国
- 古巴共和國 (1902年—1959年)

#### 海地
- 海地第一帝国
- 海地国
- 海地共和国 (1806年—1820年)
- 海地王國
- 海地共和国 (1820年—1849年)（英语：Republic of Haiti (1820–1849)）
- 海地第二帝国
- 海地共和国 (1859年—1957年)（英语：Republic of Haiti (1859–1957)）

#### 多米尼加
- 西班牙海地共和国
- 多米尼加第一共和国（英语：First Dominican Republic）
- 多米尼加第二共和国（英语：Second Dominican Republic）
- 多米尼加第三共和国（英语：Third Dominican Republic）

### 南美洲
- 瓦里帝國
- 蒂亚瓦纳科帝国
- 奇穆王國
- 库斯科王国
- 艾马拉诸领地
  - 科利亚帝国
- 印加帝国
- 新印加國
- 穆伊斯卡联盟
- 科奎联盟
- 乌拉圭东岸国（西班牙语：Estado Oriental del Uruguay）

#### 哥伦比亚
- 昆迪纳马卡自由和独立国（英语：Free and Independent State of Cundinamarca）
- 新格拉纳达联合省
- 马里基塔自由国（英语：Free State of Mariquita）
- 大哥伦比亚
- 新格拉纳达共和国
- 格拉納達邦聯
- 哥倫比亞合眾國
- 阿劳卡共和国（西班牙语：República de Arauca）
- 马克塔利亚共和国
- 哥伦比亚军政府

#### 委内瑞拉
- 委内瑞拉美洲邦联
  -  委内瑞拉第一共和国（英语：First Republic of Venezuela）
  -  委内瑞拉第二共和国（英语：Second Republic of Venezuela）
  -  委内瑞拉第三共和国（英语：Third Republic of Venezuela）
- 委内瑞拉国（英语：State of Venezuela）
- 委内瑞拉合众国
- 委内瑞拉共和国

#### 厄瓜多尔
- 基多国（西班牙语：Estado de Quito）
- 瓜亚基尔自由省（英语：Free Province of Guayaquil）

#### 秘鲁
- 圣马丁保护国
- 秘魯-玻利維亞邦聯
  -  北秘鲁国（西班牙语：Estado Nor-Peruano）
  -  南秘鲁国（西班牙语：Estado Sud-Peruano）
  -  玻利维亚国（西班牙语：Estado Boliviano (Confederación Perú-Boliviana)）
- 伊基查共和国（英语：Iquicha）
- 洛雷托联邦国（英语：Federal State of Loreto）
- 丛林国（英语：Jungle Nation）
- 洛雷托第三联邦国（英语：Third Federal State of Loreto）
- 武装力量革命政府
- 新民主共和国

#### 玻利维亚
- 上秘鲁国（西班牙语：Estado del Alto Perú）
- 玻利瓦尔共和国
- 上秘鲁共和国（英语：Republic of Upper Peru）

#### 巴西
- 帕尔马雷斯
- 巴西帝国
- 赤道邦联
- 里奥-格兰德共和国
- 胡利亞納共和國
- 独立圭亚那共和国
- 马托格罗索跨大西洋共和国（葡萄牙语：República Transatlântica do Mato Grosso）
- 马纽阿苏共和国（葡萄牙语：República Manhuassu）
- 阿克里共和国（英语：Republic of Acre）
- 耶和华联盟国（葡萄牙语：Estado União de Jeová）
- 巴西合众国
  -  巴西第一共和国
  -  巴西第四共和国

#### 智利
- 智利王国
- 瓦尔基独立共和国（西班牙语：República Independiente de Hualqui (micronación)）
- 阿劳坎尼亚和巴塔哥尼亚王国
- 智利社会主义共和国
- 智利军政府

#### 阿根廷
- 拉普拉塔联合省
- 联邦联盟
- 恩特雷里奥斯共和国（英语：Republic of Entre Ríos）
- 图库曼共和国（英语：Republic of Tucumán）
- 阿根廷邦联
- 布宜诺斯艾利斯国

## 大洋洲

### 新西兰
- 新西兰联合部落

### 波利尼西亚
- 图伊马努阿邦联
- 夏威夷酋长国
- 毛伊酋长国
- 瓦胡酋长国
- 考爱酋长国
- 莫洛凯酋长国
- 夏威夷王国
- 夏威夷临时政府
- 夏威夷共和國
- 图伊汤加帝国
  - 图伊汤加王朝
  - 图伊哈塔卡拉瓦王朝
  - 图伊卡诺库珀鲁王朝
- 帕图-伊基政权
- 拉罗汤加王国
- 波拉波拉王国
- 魯魯土王國
- 拉帕王國
- 塔瓦塔王國
- 芒阿雷瓦王國
- 大溪地王國
- 土亞莫土王國
- 賴阿特阿王國
- 胡阿希內王國
- 里馬塔拉王國
- 拉帕努伊王國
- 马列托亚王朝
- 薩摩亞王國

### 美拉尼西亚
- 图伊普洛图帝国
- 北所罗门共和国
- 布干维尔临时政府
- 弗朗斯维尔独立公社
- 塔纳国
- 塔菲亚国
- 维马拉纳共和国
- 斐濟王國
- 斐济自治领
- 罗图马共和国

### 密克罗尼西亚
- 雅浦帝国
- 绍德雷尔王朝
- 伊索克勒克王朝
- 阿贝马马国
- 諾魯王國

### 西巴布亚
- 凯马纳王国
- 凯布斯王国
- 萨拉瓦蒂王国
- 塔里亚韦邦联
- 塞卡尔王国
- 帕蒂皮王国
- 瓦洛彭领地
- 马皮亚王国